# Rytigynia eickii
Rytigynia eickii är en måreväxtart som först beskrevs av Karl Moritz Schumann och Kurt Krause, och fick sitt nu gällande namn av Arthur Allman Bullock. Rytigynia eickii ingår i släktet Rytigynia och familjen måreväxter. IUCN kategoriserar arten globalt som sårbar. Inga underarter finns listade i Catalogue of Life.